# 마크 린 베이커

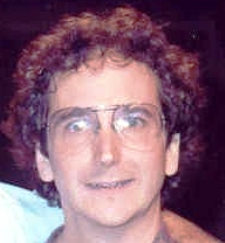

마크 린베이커(Mark Linn-Baker, 1954년 6월 17일 ~ )는 미국의 영화 제작자, 배우, 영화 감독, 텔레비전 감독이다.
세인트루이스에서 태어났다.

## 출연 작품

### 영화
- 맨하탄 (1979)
- 아름다운 날들 (1982)
- 원색 지대 (1991, Bare Essentials)
- 막을 올려라 (1992, Noises Off)
- 트웰브 앤 홀딩 (2005)
- 아담 (2009)
- 에브리씽 유브 갓 (2010)

### 텔레비전
- 로앤오더: 범죄 전담반 (1999, 2010)
- Twins (2005-06)
- 퍼펙트 스트레인저스 (1986-93)